# Gebhard Schwärzler
Gebhard Schwärzler (Taufname: Josef Gebhard, * 20. März 1815 in Schwarzach; † 24. März 1896 in Schwarzach) war ein österreichischer Politiker und Fabrikant aus Vorarlberg.

## Leben
Gebhard Schwärzler wurde als eheliches, jüngstes Kind des Joseph Schwärzler (Mühlenbesitzer im Tellenmoos und Fergger, 9. März 1776 in Wolfurt – 20. Februar 1847 in Schwarzach) und der Christina Schneider (30. August 1773 in Bildstein – 15. Mai 1834 in Schwarzach) geboren. Aus der Ehe entstammen sechs weitere Kinder (Josef, 1799 – 1799; Anna Maria, * 18. Februar 1800; Katharina, 20. April 1806 – 1830; Maria Anna, * 7. November 1807; Johann Kaspar, 29. September 1809 – 20. Juli 1825; Magdalena, 30. Juni 1812 – 16. September 1836).
Am 16. Juli 1838 heiratete er Maria Anna Viktoria Pircher aus Bregenz (Rufname: Marianna, * 5. August 1814 in Bregenz; † 1. Januar 1867 in Schwarzach). Aus der Ehe entstammten elf Kinder (Josef Gebhard, 20. Juli 1839 – 11. August 1839; Maria Anna Franziska, 5. Juli 1840 – 25. April 1926; Franz Josef Friedrich, 16. Juli 1841 – 3. Oktober 1860; Carl Ludwig, 18. August 1842 – 5. Februar 1844; Josef Gebhard, 18. August 1843 – 25. August 1879; Carl Bernhard, 20. August 1844 – 28. November 1912; Paulina Franziska, 6. August 1845 – 7. Mai 1895; Josef, 16. Juli 1847 – 17. März 1886; Franziska, Rufname: „Fanny“, 16. August 1848 – 11. April 1926; Theodor, 19. März 1850 – 19. März 1850; Ludwig, 11. April 1852 – 11. April 1852).
Durch die Heirat mit Maria Anna Franziska wurde Johann Kohler der Schwiegersohn von Gebhard Schwärzler und Marianna. Schwärzler und Kohler teilten beide eine ähnlich konservative politische Einstellung und waren beide Gemeindevorsteher von Schwarzach sowie Landtagsabgeordnete.

## Schulbildung
Schwärzler besuchte bis 1827 die Volksschule (Trivialschule) in Schwarzach. 1827 und 1828 die k. k. Kreis-Hauptschule in Bregenz und danach ab 1828 die Haupt-Normalschule in Rovereto und 1832/1833 war er zur Verbesserung der französisch Sprachkenntnisse in Freiburg, Schweiz.

## Tätigkeiten

### Geschäftliche Tätigkeit
Bereits der Vater von Gebhard Schwärzler war ab 1800 in der Textilproduktion tätig und begann 1816 als einer der ersten in Vorarlberg mit der Buntweberei und ab 1823 bis 1843 mit der Baumwollwarenerzeugung.  Der Sohn arbeitete frühzeitig mit und übernahm 1843 die Baumwollwarenerzeugung und 1847, nach dem Tod des Vaters, als Universalerbe auch die anderen Geschäfte, wobei jedoch weiterhin diese Geschäfte unter der Firma Jos. Schwärzler betrieben wurden. Um 1842 betrieb Gebhard Schwärzler auch eine Gemischtwarenhandlung, die er bis 1878, als sein Sohn Josef diese übernahm, führte.
1849 wollten Fabrikanten in Vorarlberg, u. a. Schwärzler und Carl Ganahl, einen Verein der Industriellen Vorarlbergs gründen, was jedoch von der Behörde untersagt wurde. Vor 1851 ließ er im Schwarzachtobel einen Steinbruch anlegen, den er bis 1871 betrieb (siehe auch: Schwarzachtobler Sandstein).
1858 wurde von Gebhard Schwärzler ein bis heute bestehendes, dreigeschoßiges Fabrikgebäude nahe der Schwarzach für eine Zwirnerei, Spulerei und Weberei errichtet und das Wasser zum Betrieb eines Wasserrades abgeleitet. Um 1865 wurde zusätzlich eine erste Dampfmaschine installiert. 1883 verkaufte Schwärzler die Fabrik für 20.000 Gulden an die Firma F. M. Hämmerle in Dornbirn. Ab 1863 beschäftigte er sich mit einer Seidenraupenzucht und pflanzte Maulbeerbäume.

### Politische Tätigkeit
Schwärzler war Mitglied im Gemeindeausschuss und wurde 1857 zum Gemeindevorsteher in Schwarzach gewählt und übte dieses Amt bis 1875 aus.
Erstmals wurde Schwärzler 1865 in den Vorarlberger Landtag (I. Gesetzgebungsperiode, 1861–1867) gewählt (Landgemeinde Bregenz-Bregenzerwald) und vertrat eine konservative politische Einstellung. Er wurde dann wieder 1868–1870 (II. Gesetzgebungsperiode) in den Landtag gewählt.

### Sonstiges
Einen wesentlichen Anteil hatte Gebhard Schwärzler bei der Festlegung des Verlaufs der Bahnstrecke Lindau–Bludenz durch das untere Alpenrheintal, so dass die Gemeinde Schwarzach bis heute einen eigenen Bahnhof besitzt. Gleichzeitig versuchte er mit vielen Mitteln zu erreichen, dass andere Gemeinden von diesem Bahnhof nicht im selben Ausmaß profitierten. So wollte er verhindern, dass Walter Zuppinger mit seiner Fabrik einen schnellen Zugang erhielt und eine verkehrstechnisch günstige Anbindung Rickenbachs (Wolfurt) erfolgte. Die Bahnhofstraße, die heute noch geradlinig vom Bahnhof Schwarzach nach Rickenbach führt, musste gegen den erbitterten Widerstand Schwärzlers erkämpft werden.
Sein persönliches und finanzielles Engagement zur Gründung der Wohltätigkeitsanstalt Valduna (heute: Landeskrankenhaus Rankweil) wirkt bis heute nach. Ortsbildprägend waren die unter Schwärzler ausgeführten Arbeiten zur Schaffung von Arkaden ab 1868 auf dem Friedhof.
1869 organisierte Schwärzler maßgeblich (Vorstand des Ausstellungs-Comité) die erste Industrie- und Gewerbeausstellung in Vorarlberg, die in Schwarzach vom 3. Oktober bis 14. Oktober stattfand.
Im Frühjahr 1872 ließ Schwärzler, direkt gegenüber dem Bahnhofsgebäude, das Gasthaus Bregenzerwald (auch: Wälderhof genannt) errichten, das von seinem Sohn Carl Bernhard bis 1879 geführt wurde. Der Gasthof wurde 1879 verkauft und das Gebäude – wie auch der bisherige Bahnhof – 1978 abgebrochen.

## Ehrung
Nach Gebhard Schwärzler wurde in der Gemeinde Schwarzach eine Straße benannt, die dieser 1870/1871 mit erheblichen eigenen finanziellen Mitteln und unter Abtretung von Grundstücken ermöglicht hatte, um eine direkte Verbindung mit dem Ortskern und dem damals neu zu errichtenden Bahnhof Schwarzach zu ermöglichen. Im Zuge der Friedhoferweiterung 1999 wurde ein Ehrengrab für ihn angelegt.

## Trivia
Aufgrund eines Gelübdes wegen seiner schweren Krankheit, versprach er den Bau einer Lourdeskapelle (siehe: Lourdeskapelle (Schwarzach)).